# رزمغاه (فولاد لوي الشمالي)
رزمغاه (بالفارسية: رزمگاه) هي منطقة سكنية تقع في إيران في قسم فولاد لوي الشمالي الريفي. يقدر عدد سكانها بـ 97 نسمة .